# تجمع جرار البدوي

تعديل مصدري - تعديل

تجمع جرار البدوي هي إحدى قرى عزلة جيشان بمديرية جيشان التابعة لمحافظة أبين، بلغ تعداد سكانها 54 نسمة حسب تعداد اليمن لعام 2004.